# Газовик (футбольный клуб, Витебск)
«Газовик» (бел. «Газавік») — белорусский футбольный клуб из города Витебск.

## История
Основан в 2002 году в городе Витебск и выступал в чемпионате Витебской области. В 2021 году клуб после объединения областного чемпионата со Второй лигой отправился выступать в третий дивизион. По итогам дебютного сезона клуб стал победителем витебского дивизиона и вышел в раунд плей-офф чемпионата, в котором в 1/8 финала уступил «Осиповичам».
Следующий сезон 2022 года клуб начинал как один из лидеров витебского дивизиона. Занял 2-е место в дивизионе, лишь на очко отстав от лидера группы — «Велеса-2020», однако снова оказался в раунде плей-офф. На стадии 1/8 финала клуб снова потерпел поражение — от марьиногорской «Виктории».
По итогам сезона 2023 года футбольный клуб выиграл дивизион Витебской области и вышел в финальный этап чемпионата. В марте 2024 года стало известно, что клуб стал участником обновлённой Второй лиги.
Главный тренер с 2020 года — Дмитрий Петров.